# Campionato mondiale maschile di hockey su pista Montreux 1939
Il Campionato mondiale di hockey su pista 1939 (in inglese 1939 Roller Hockey World Cup) è stata la seconda edizione della massima competizione per le rappresentative di hockey su pista maschili maggiori e fu organizzata dalla Fédération Internationale de Roller Sports. La competizione si svolse dal 7 al 10 aprile 1939 a Montreux in Svizzera.
La vittoria finale è andata alla nazionale dell'Inghilterra che si è aggiudicata il torneo per la seconda volta nella sua storia.
Il torneo fu valido anche come 12ª edizione del campionato europeo e come 18ª edizione della Coppa delle Nazioni.

## Formula
Il campionato del mondo 1939 vide la partecipazione di sette squadre nazionali. La manifestazione fu organizzata tramite un girone all'italiana con gare di sola andata; erano assegnati due punti per l'incontro vinto, un punto a testa per l'incontro pareggiato e zero la sconfitta. Al termine del torneo la squadra prima classificata venne proclamata campione del Mondo.

## Squadre partecipanti
| Squadra     | Partecipazioni precedenti al torneo |
| ----------- | ----------------------------------- |
| Belgio      | 1 (1936)                            |
| Francia     | 1 (1936)                            |
| Germania    | 1 (1936)                            |
| Inghilterra | 1 (1936)                            |
| Italia      | 1 (1936)                            |
| Portogallo  | 1 (1936)                            |
| Svizzera    | 1 (1936)                            |

Nota bene: nella sezione "partecipazioni precedenti al torneo" le date in grassetto indicano la squadra che ha vinto quell'edizione del torneo

## Svolgimento del torneo

### Classifica finale
| Pos | Squadra     | Pt | G | V | N | P | GF | GS | DG  |
| --- | ----------- | -- | - | - | - | - | -- | -- | --- |
| 1.  | Inghilterra | 12 | 6 | 6 | 0 | 0 | 22 | 5  | +17 |
| 2.  | Italia      | 8  | 6 | 4 | 0 | 2 | 27 | 10 | +17 |
| 3.  | Portogallo  | 6  | 6 | 2 | 2 | 2 | 6  | 11 | -5  |
| 4.  | Belgio      | 5  | 6 | 2 | 1 | 3 | 10 | 13 | -3  |
| 5.  | Francia     | 5  | 6 | 2 | 1 | 3 | 11 | 22 | -11 |
| 6.  | Germania    | 4  | 6 | 2 | 0 | 4 | 13 | 14 | -1  |
| 7.  | Svizzera    | 2  | 6 | 0 | 2 | 4 | 12 | 26 | -14 |

### Risultati
| Data     | Ora | Gara        | Gara | Gara        |
| -------- | --- | ----------- | ---- | ----------- |
| 7 aprile |     | Belgio      | 1-4  | Inghilterra |
| 7 aprile |     | Belgio      | 4-4  | Svizzera    |
| 7 aprile |     | Francia     | 6-5  | Svizzera    |
| 7 aprile |     | Germania    | 1-2  | Portogallo  |
| 8 aprile |     | Belgio      | 1-2  | Italia      |
| 8 aprile |     | Germania    | 7-0  | Francia     |
| 8 aprile |     | Inghilterra | 3-0  | Portogallo  |
| 9 aprile |     | Belgio      | 0-1  | Francia     |
| 9 aprile |     | Belgio      | 1-2  | Portogallo  |
| 9 aprile |     | Francia     | 1-7  | Italia      |

| Data      | Ora | Gara        | Gara | Gara        |
| --------- | --- | ----------- | ---- | ----------- |
| 9 aprile  |     | Germania    | 0-2  | Inghilterra |
| 9 aprile  |     | Inghilterra | 5-2  | Svizzera    |
| 9 aprile  |     | Italia      | 8-1  | Svizzera    |
| 9 aprile  |     | Portogallo  | 0-0  | Svizzera    |
| 10 aprile |     | Belgio      | 2-1  | Germania    |
| 10 aprile |     | Francia     | 1-1  | Portogallo  |
| 10 aprile |     | Germania    | 1-5  | Italia      |
| 10 aprile |     | Germania    | 4-1  | Svizzera    |
| 10 aprile |     | Inghilterra | 4-1  | Italia      |

## Campionato europeo
Il torneo fu valido anche come dodicesima edizione dei campionati europei e venne utilizzata la graduatoria finale del campionato mondiale per determinare le posizioni in classifica. Le partecipanti al campionato del mondo erano esclusivamente nazionali europee e quindi la graduatoria fu la medesima. L'Inghilterra quindi si aggiudicò per la dodicesima volta il torneo continentale.
| Classifica | Nazionale                |
| ---------- | ------------------------ |
| Oro        | Inghilterra (12º titolo) |
| Argento    | Italia                   |
| Bronzo     | Portogallo               |
| 4          | Belgio                   |
| 5          | Francia                  |
| 6          | Germania                 |
| 7          | Svizzera                 |